# 彩鹬

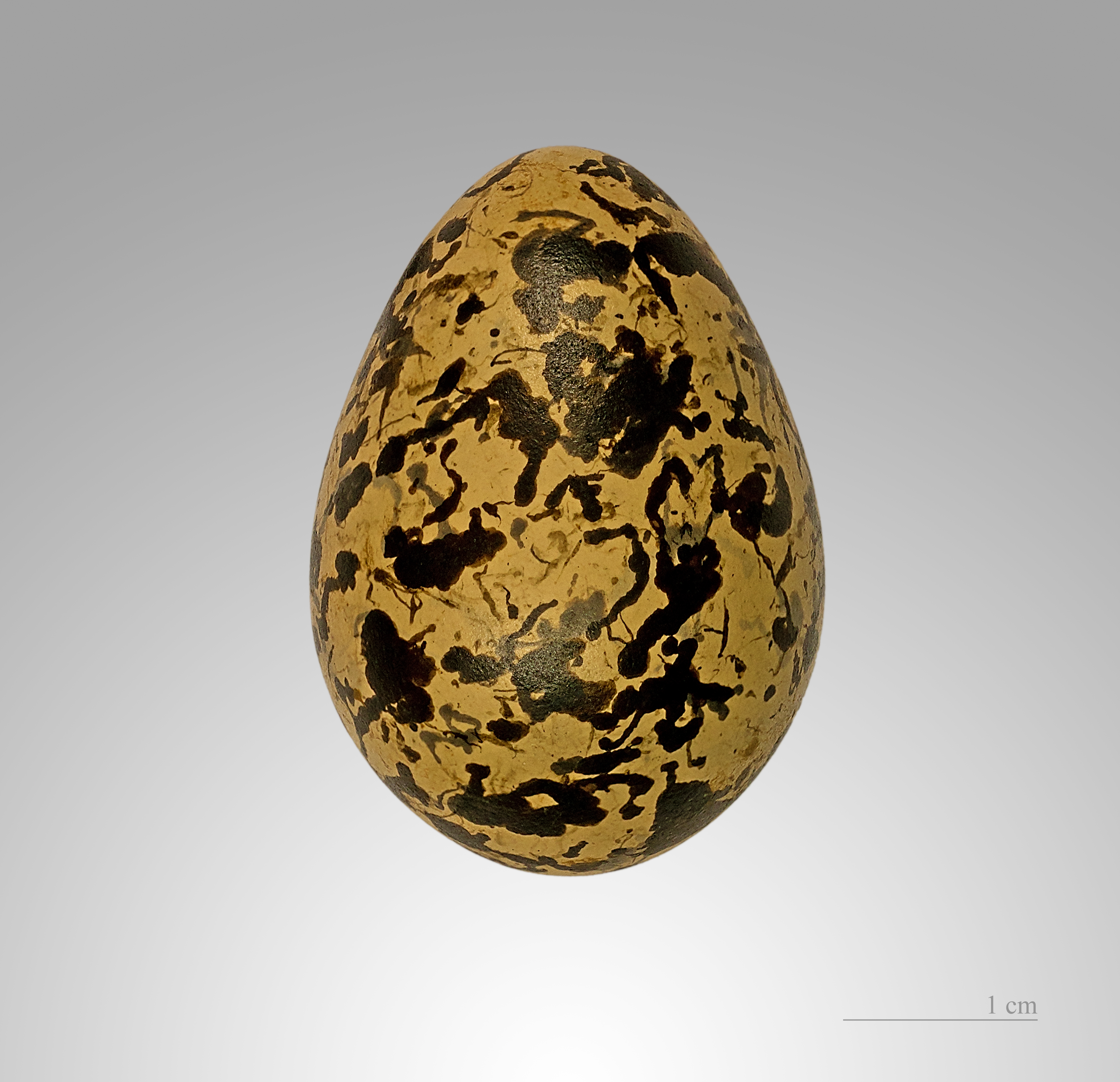
彩鷸的蛋

彩鹬是一種涉禽，为彩鹬科彩鹬属的鸟类。牠廣泛分布於非洲和南亞，在各種濕地棲地中都能找到，包括沼澤以及較大水體如湖泊和河流的邊緣。這個物種具有明顯的性別二型性，雌鳥比雄鳥更大且顏色更鮮艷。雌鳥通常是多配偶的，雄鳥負責孵卵和照顧幼鳥。该物种的模式产地在亚洲。

## 分類
彩鷸在1758年由瑞典博物學家卡爾·林奈在他的《自然系統》第十版中正式描述。他將其歸入秧雞屬（Rallus），並創造了雙名法的學名Rallus benghalenis.。林奈的描述基於英國博物學家埃利亞扎爾·阿爾賓在1738年於其著作《鳥類自然史》（A Natural History of Birds）中描述並插圖的「孟加拉水鶉」。阿爾賓檢視了一幅由英國絲綢圖案設計師約瑟夫·丹德里奇從孟加拉寄來的圖畫。 現在，彩鷸與澳洲彩鷸同屬於法國鳥類學家路易·皮耶·維亞律於1816年引入的反嘴鷸屬（Rostratula）。該物種被視為單型物種：沒有亞種被認可。其种加词“benghalensis”意为“孟加拉国的”。
澳洲彩鷸（Rostratula australis） 曾被視為彩鷸的亞種，但基於形態和聲音的差異而被提升為獨立物種。

## 亚种
- 彩鹬指名亚种（学名：Rostratula benghalensis benghalensis）。在中国大陆，分布于华南、华北等地。该物种的模式产地在亚洲。[10]

## 描述

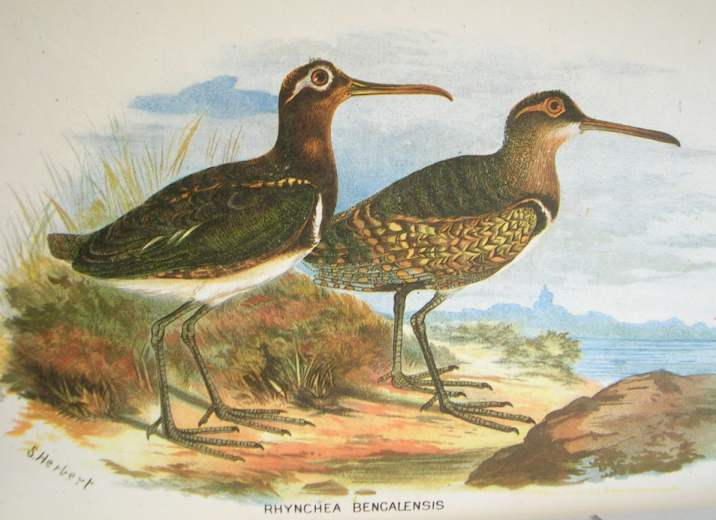
左邊的雌性顏色較鮮豔。

彩鷸是一種中型涉禽，總體長度約為23—28 cm（9.1—11.0英寸）。 該物種具有兩性異形：雌鳥比雄鳥大、更重，且羽毛顏色更鮮明。雌鳥的頭部為黑色，帶有淡黃色條紋和白色眼斑。頸部為深赤褐色。上體大多為暗青銅綠色，細緻地帶有黑色條紋。一條白色條紋圍繞肩背部。下體為白色。雄鳥顏色較淡且不均勻，並在肩胛和翼覆羽上有條紋。幼鳥類似於雄鳥，但缺少胸部的深色條紋。
除了繁殖季節外，這種鳥類大多數時候是沉默的，並不是一個具聲音表現的物種。雌鳥有時會發出「柔和的低鳴或隆隆聲」。

## 分布和棲地
彩鷸分布非常廣泛；在非洲大陸以及馬達加斯加和塞舌爾群島；在印度和東南亞。 在非洲內陸，牠們分布於尼羅河谷以及撒哈拉以南非洲的非雨林地區。牠們顯著地缺席於索馬利亞東部、納米比亞的沙漠地區以及博茨瓦納和南非的部分地區。 儘管分布廣泛，但在其範圍內牠們並不常見。 根據國際鳥盟的估計，現存成熟個體數量介於31,000到1,000,000之間。
雖然這個物種居住在各種濕地棲地，但牠更偏好有遮蔽（即植被）的泥濘區域。只要附近有遮蔽，牠也會出現在湖泊和河流的邊緣以及沼澤周圍。 牠們通常在蘆葦叢的邊緣、沼澤、池塘和小溪的岸邊活動。

## 行為
彩鷸通常單獨或成對生活，有時也會成群出現。牠們相當害羞且隱蔽，經常緊貼植被以便在受到驚擾時能迅速躲入遮蔽處。當被驚起時，這些鳥類像秧雞一樣，雙腿懸垂。

### 食物和覓食
彩鷸以昆蟲、蝸牛、蚯蚓和甲殼類動物為食，亦攝取植物種子等植物性食物。牠們在淺水中使用類似鐮刀般的頭部和喙的動作來覓食。牠們通常是晨昏活動，在清晨和黃昏時進食。

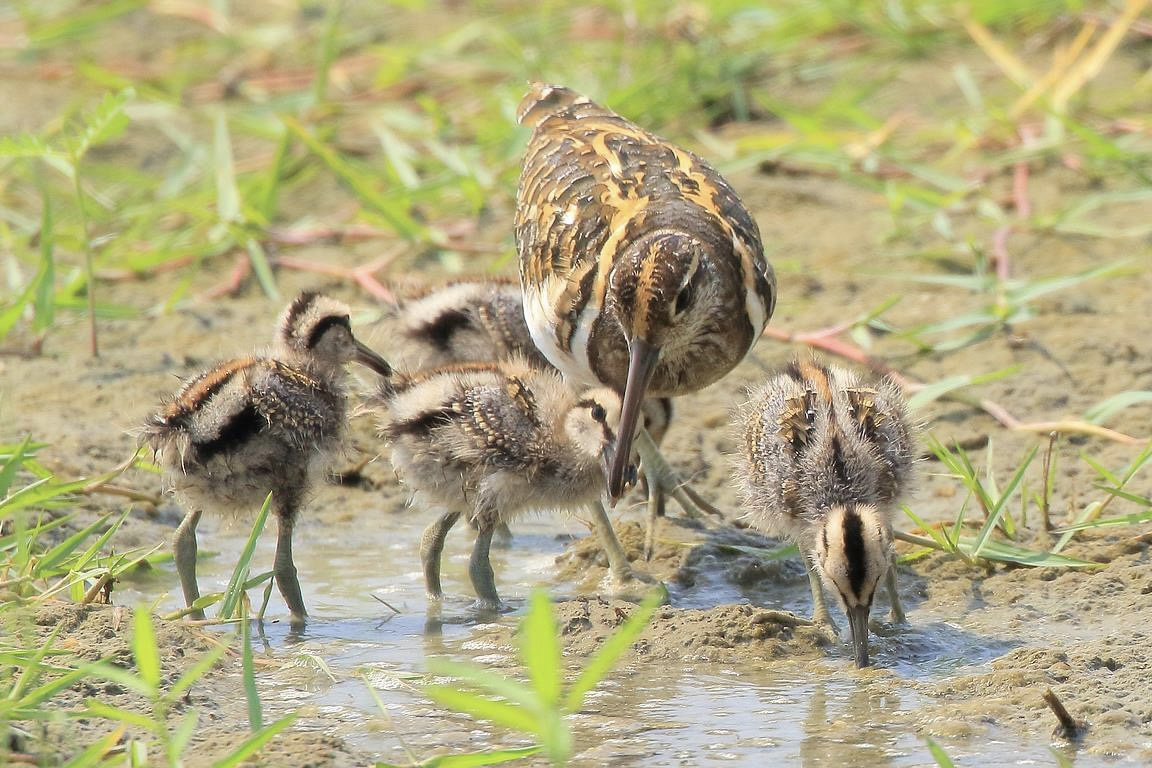
雄鳥與雛鳥

### 繁殖
彩鷸幾乎一般多配偶的。雌鳥主動發起求偶，通常在一季內與兩隻雄鳥交配，但最多可與四隻雄鳥交配。雄鳥孵蛋並提供親職照顧。 雌鳥向雄鳥求偶，牠們是多配偶的，雄鳥負責孵卵和撫養幼鳥。巢是一個在柔軟地面上挖出的淺坑，內襯植物材料，位於水邊的草叢或蘆葦中，有時是一個植物墊或由草和雜草構成的巢。巢通常隱蔽良好。巢中的蛋通常為4枚，這些蛋具有淡黃色的背景，上面覆蓋著黑褐色的斑點、斑塊和線條。蛋的尺寸為36 mm × 26 mm（1.4英寸 × 1.0英寸），雄鳥孵化約19天。幼鳥是早熟性且離巢性的。當牠們年幼時會被雄鳥呵護。 雛鳥呈淡黃色，並有沿身體長度的黑色條紋。

## 保護狀況
由於彩鷸的分布範圍廣泛且人口減少速度相對較慢，牠被國際自然保護聯盟（IUCN）列為「無危」。

## 圖庫

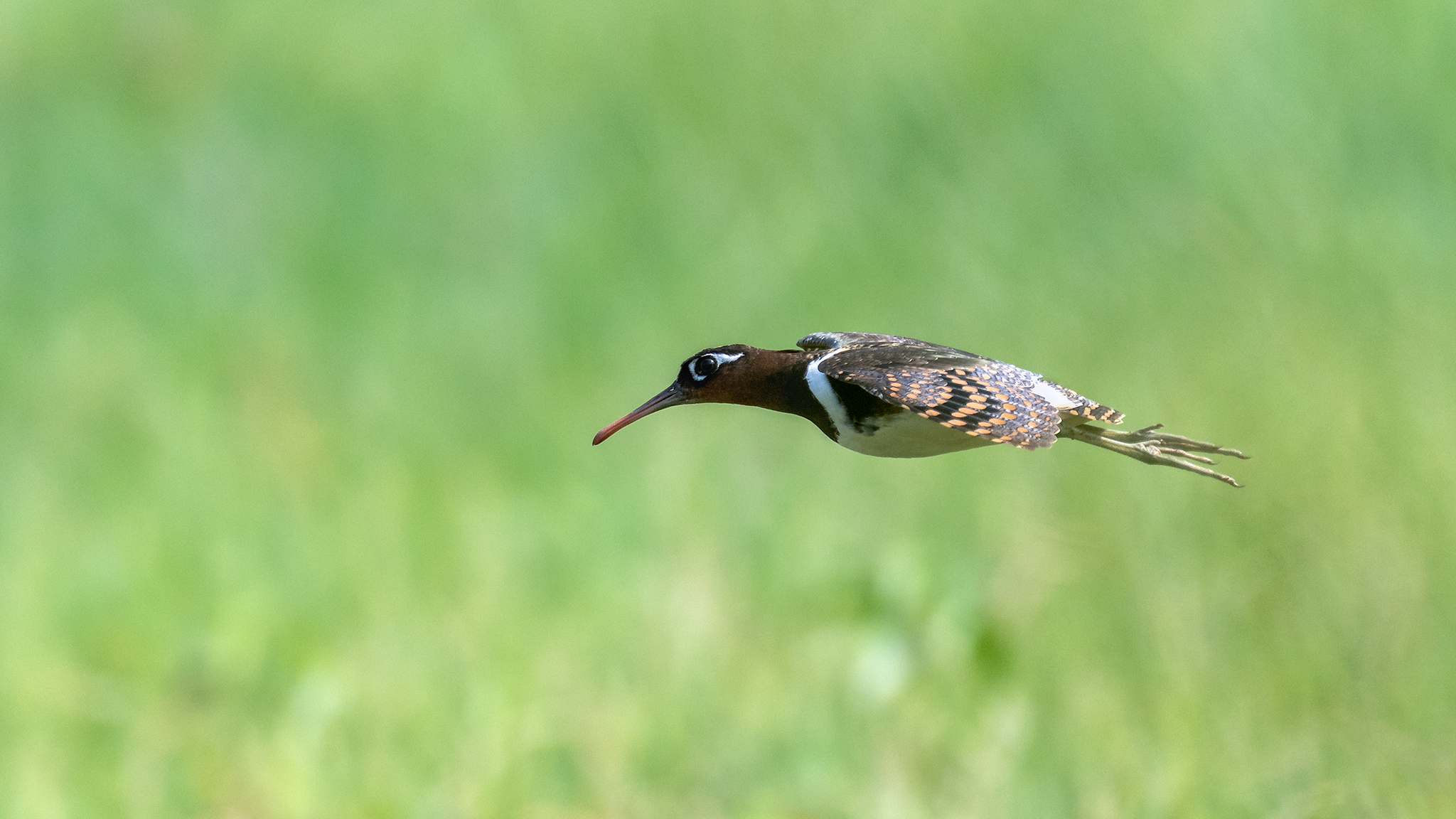
飛行中的雌鳥 –曼吉拉野生動物保護區, 泰倫加納邦, 印度
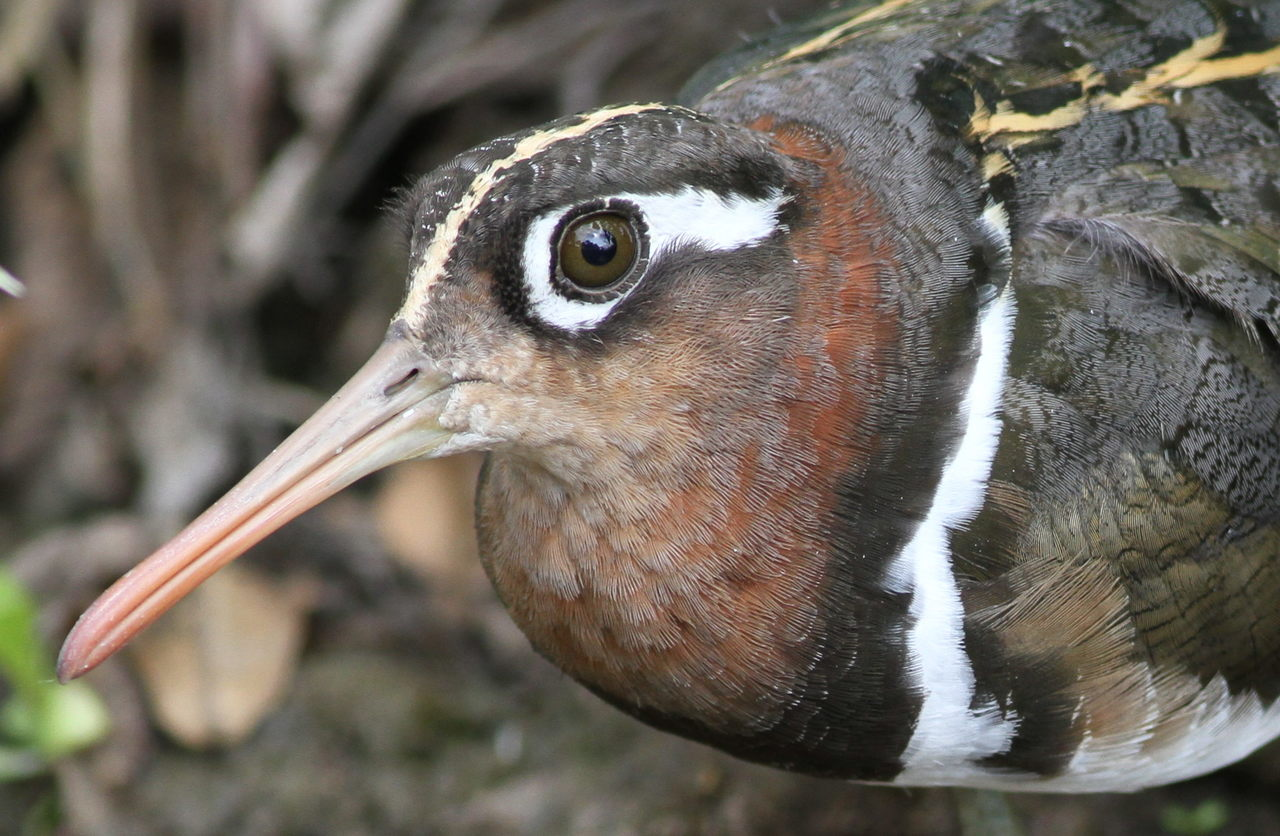
雌鳥特寫 – 克魯格國家公園，南非
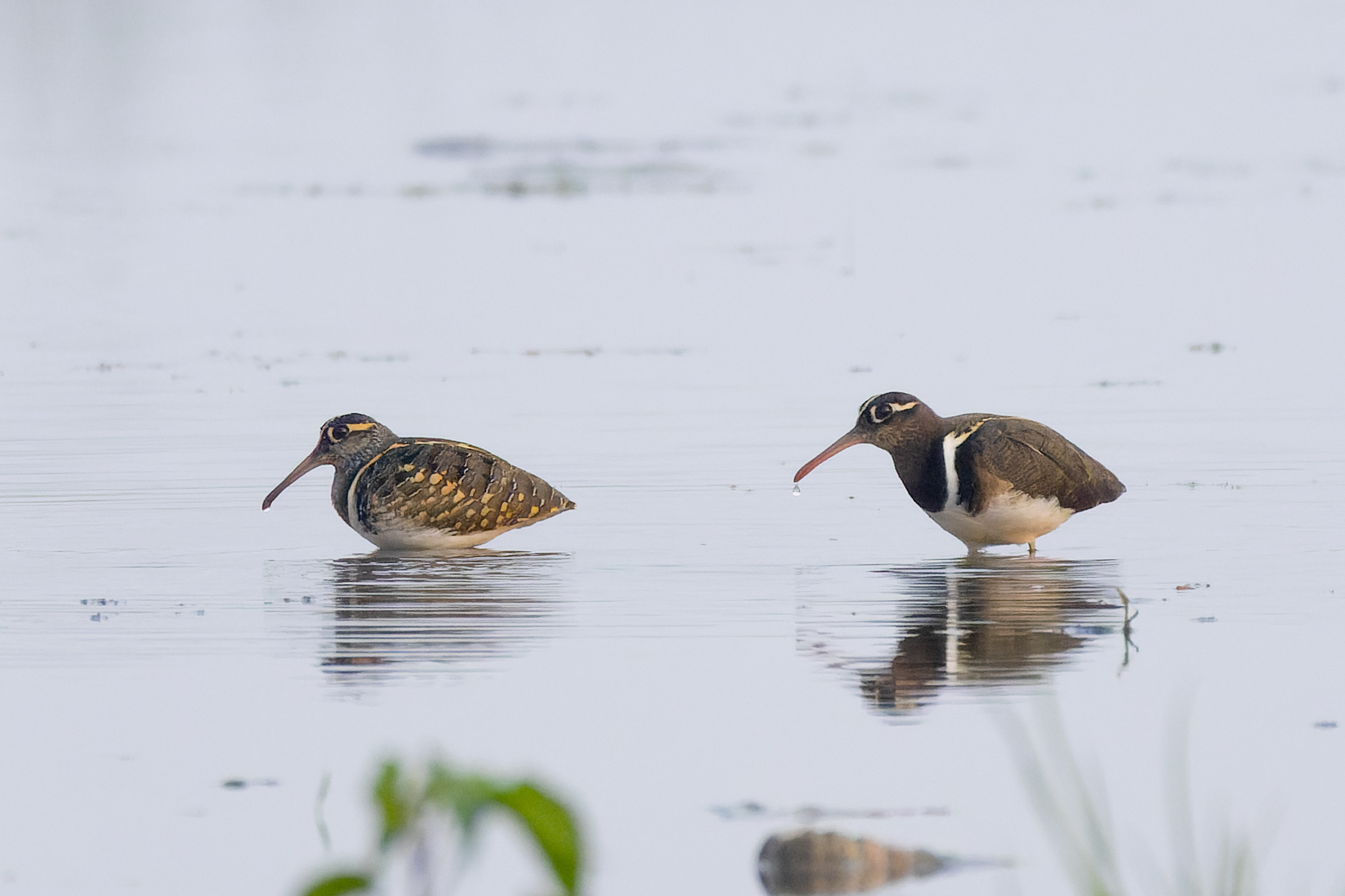
左邊是雄鳥，右邊是雌鳥
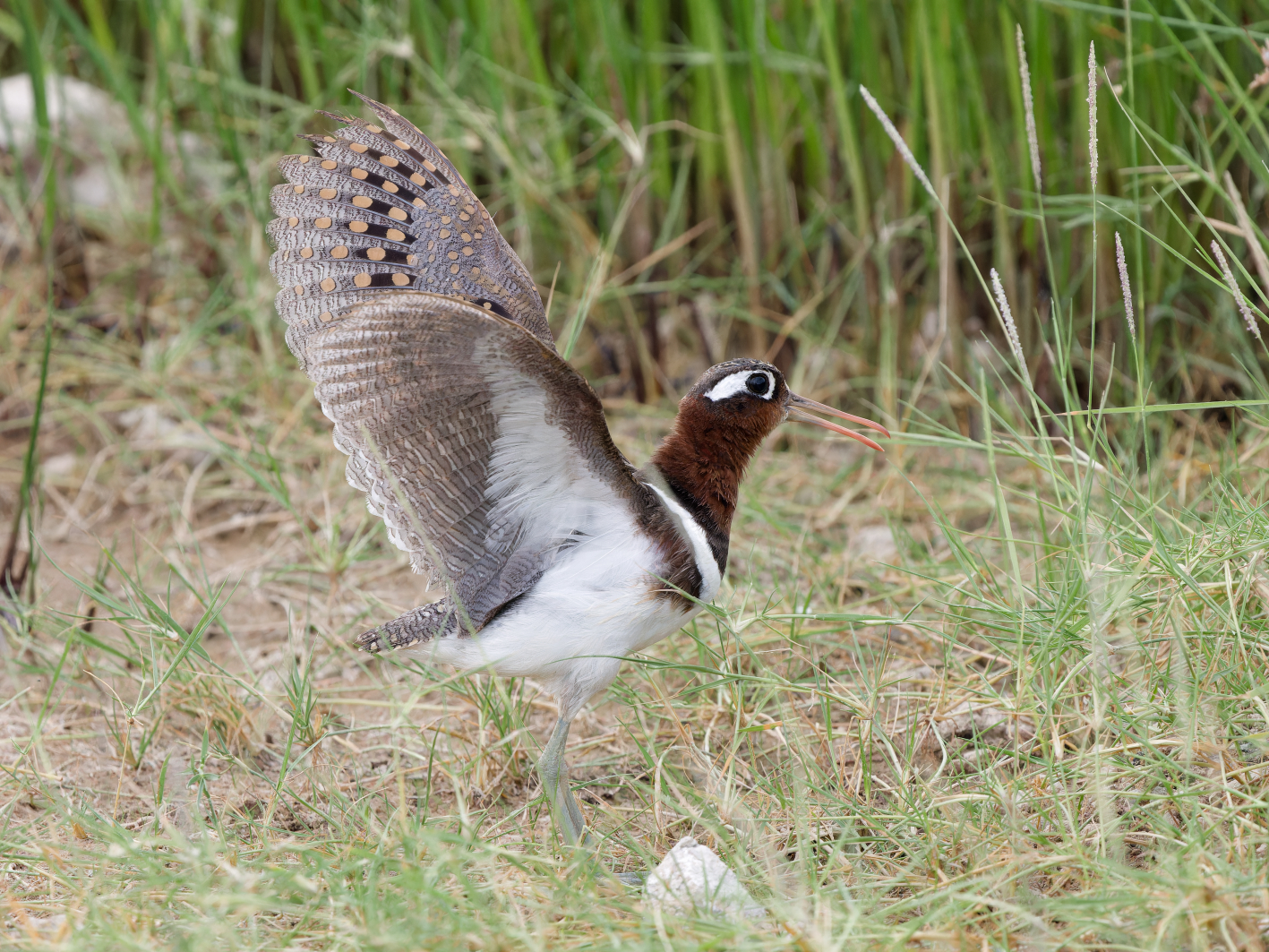
雌鳥舉起翅膀展示

## 註解
1. ↑  「鹬」，拼音：，注音：，音同「玉」[3]